# Dietrich Mattausch
Dietrich Mattausch (Litoměřice, 26 aprile 1940) è un attore tedesco.

## Biografia
Mattausch cresce a Francoforte sul Meno. Dopo aver studiato alla Mittlere Reife e alla Handelsschule lavora come spedizioniere e recita come amatore, iniziando nel Kellertheater di Mainz.
Negli anni' 60 recita al Junges Theater Göttingen, al Komödie di Francoforte, al Schleswig-Holsteinisches Landestheater und Sinfonieorchester, al Landestheater Detmold, al Badische Landesbühne, al Theater Baden-Baden, nel 1971 al Theater Lübeck e dal 1972 al 1974 al Deutsches Theater Göttingen.
Nel biennio 1980/1981 è ospite del Bayerisches Staatsschauspiel a Monaco nell'opera di August Strindberg Der Vater e nel 1996/97 come presidente von Walter in Kabale und Liebe.
Dietrich Mattausch recita anche in diverse serie televisive come in Der Fahnder.
Nel 1992 vince con Felix Mitterer il Adolf-Grimme-Preis argento per Die Piefke-Saga.
Mattausch sposa nel 1999 la moglie Annette e vive a Berlino con  tre figli.